# Incendis forestals de 1998 a la Catalunya Central
Els incendis forestals de 1998 a la Catalunya Central es van produir del 18 al 22 de juliol d'aquell any, cremant 27.000 hectàrees de bosc i conreus, que van afectar les comarques del Bages, el Berguedà, el Solsonès i la Segarra. Va ser l'incendi més ràpid registrat a Europa fins aleshores. Va ser la confirmació que s'estava tenint un altre tipus d'incendi, provocat per una climatologia cada cop més extrema i la falta de gestió forestal. A més de canviar radicalment el paisatge, va provocar importants alteracions: en l'activitat econòmica dels pagesos, transformació dels boscos de pinassa en camps de cultiu, i fins i tot a reemplaçament de referents polítics (al Solsonès va suposar el començament de la fi de l'hegemonia de CiU).

## Origen
L'incendi principal es va iniciar a Aguilar de Segarra, a causa del mal estat de les línies elèctriques d'alta tensió de Fecsa-Endesa. En molts punts de la Catalunya Central, se superaven els 35 graus de temperatura i hi havia una humitat molt baixa. Simultàniament es van produir altres petits incendis a Gironella, Puig-Reig, la Pobla de LiIlet i Castellar de n'Hug, provocats per dos joves en estat d'embriaguesa.

## Desenvolupament
El dissabte 18 l'incendi, afavorit per les condicions meteorològiques adverses, es desenvolupà ràpidament en direcció nord, cap a Castelltallat. Es declara el nivell 1 d'INFOCAT. Hi treballen uns 300 bombers i 60 autobombes. Resulten ferides 6 persones. Cremen unes 1.000 hectàrees. L'endemà diumenge, el foc es va donar per controlat, i a 1/4 d'onze del matí es desactiva el nivell 1 l'INFOCAT, tot i que les condicions meteorològiques seguien adverses. Es retiren 17 camions i un centenar de bombers. Segueixen treballant 43 autobombes i 8 mitjans aeris. A les 5 de la tarda, les condicions climatològiques són extremes, les flames es revifen a la serra de Castelltallat prop de la masia de cal Sec i avencen cap a Salo i Cardona. En aquesta darrera localitat també es declarà un altre incendi que avançava cap a Clariana. En poques hores els dos incendis es van unir en un únic front de 25 quilòmetres, que va superar de llarg la capacitat d'extinció dels Bombers. En 12 hores van cremar gairebé 18.000 hectàrees i es va convertir en l'incendi més ràpid registrat fins aleshores a Europa. HI van participar uns 1.000 bombers, inclosos voluntaris, un centenar de vehicles de bombers i un centenar de cubes dels ADF i 2 hidroavions de l'estat espanyol. Es desallotgen diverses cases a la serra de Castelltallat i a Salo. El dilluns 20 es determinen dos punts centrals de comandament, a Solsona i Valls de Torroella. S'incorporen 3 hidroavions de l'estat francès. En total són 24 els mitjans aeris que participen a l'extinció. Es desallotgen unes 600 persones, moltes d'elles escolars de colònies que es trobaven a les cases Can Bayona i Can Carral en el municipi de Clariana de Cardener, i que es traslladen al poliesportiu de Solsona. Els fronts més actius afecten el serrat de la Torregassa (Solsonès), la serra de Claret (Solsonès - Segarra) i Sant Pere Sallavinera (Anoia - Alta Segarra). El dimarts 21, gràcies a la millora de les condicions meteorològiques, es controla l'incendi, i les tasques d'extinció es centren en intentar evitar que l'incendi es reactivi en qualsevol dels múltiples punts de risc que hi ha. El dimecres 22 s'obren ja totes les carreteres que estaven tallades i els focus més violents estaven ja extingits.

## Judici
L'abril de 2007 va començar el judici al Tribunal del Jurat de l'Audiència de Barcelona, on la fiscalia imputava els 2 joves piròmans de Puig-Reig i l'acusació particular a 2 tècnics de Fecsa-Endesa. Finalment el gener de 2008 els 2 tècnics van ser condemnats a dos anys de presó cadascun per un delicte d'incendi forestal per imprudència greu. La sentència considera que el foc va iniciar-se pel mal estat de la instal·lació elèctrica i per això fa responsable la companyia responsable del manteniment, Fecsa, a indemnitzar amb 10.644.600 euros a uns 24 propietaris afectats per l'incendi. Els 2 joves piròmans van ser condemnats a 1 any de presó per un delicte d'incendi forestal.